# Tierra del Vino de Zamora
Tierra del Vino de Zamora és una denominació d'origen per designar els vins produïts a la comarca de Tierra del Vino (província de Zamora). A aquesta denominació és composta per 46 municipis de la província de Zamora i d'altres 10 en pertanyen a la de Salamanca.

## L'entorn[1]
El clima de la terra és de tipus continental,amb temperatures per sota de 3º a l'hivern i amb 23º a l'estiu. Les precipitacions són escasses i l'altitud mitjana és de 750 m. A mesura que s'avança de nord a sud la humitat es va perdent per guanyar-hi més temperatura. Pel que fa als sols, aquests són de caràcter al·luvial, degut al nombre de llits fluvials que hi travessen. Són sòls profunds, pobres en matèria orgànica, molt permeables i amb bona capacitat de retenció.

## Varietats de raïm
- Varietats blanques: Malvasia, Moscatell de gra petit, Verdejo, Albillo, Palomino i Godello.

- Varietats negres: Ull de Llebre, Garnatxa i Cabernet Sauvignon.